# Еляхино
Еляхино — деревня в Череповецком районе Вологодской области.
Входит в состав Мяксинского сельского поселения, с точки зрения административно-территориального деления — в Мяксинский сельсовет.
Расстояние по автодороге до районного центра Череповца — 24 км, до центра муниципального образования Мяксы — 10 км. Ближайшие населённые пункты — Быково, Усищево, Костяево.
По переписи 2002 года население — 7 человек.